# 1966 Тристан
1966 Тристан (енгл. 1966 Tristan) је астероид главног астероидног појаса чија средња удаљеност од Сунца износи 2,450 астрономских јединица (АЈ).
Апсолутна магнитуда астероида је 13,5.